# Unterseeboot 13 (1911)
Pour les articles homonymes, voir Unterseeboot 13.
Le sous-marin allemand Unterseeboot 13 (Seiner Majestät Unterseeboot 13 ou SM U-13), navire de tête du type U 13, a été construit par la Kaiserliche Werft de Dantzig, et lancé le 16 décembre 1910 pour une mise en service le 25 avril 1912. Il a servi pendant la Première Guerre mondiale sous pavillon de la Kaiserliche Marine.

## Histoire
Le 6 août 1914, le SM U-13 quitte la base navale d'Heligoland pour la Mer du Nord avec neuf autres sous-marins pour un premier voyage ennemi contre la Grande-Bretagne. La mission consiste à former une chaîne de sentinelles avec les sous-marins à des intervalles de sept milles nautiques (13 km). Selon l'ordonnance, le SM U-13 ne doit pas dépasser la 59e latitude.
Sans contact avec l'ennemi, le SM U-13 coule le 12 août 1914, trois jours après son navire-jumeau, le SM U-15. Les 25 membres d'équipage meurent. La cause exacte reste inexpliquée. Il est probable que le SM U-13 a heurté une mine ou a coulé à la suite d'un accident.

## Commandement
- Kapitänleutnant Hans Arthur Graf von Schweinitz und Krain du 1er août 1914 au 12 août 1914

## Affectations
- Flotille II du 1er août 1914 au 12 août 1914

## Patrouilles
Le SM U-13 a effectué une patrouille de guerre pendant sa vie actif.

## Palmarès
Le SM U-13 n'a ni coulé, ni endommagé de navire ennemi.